# Estación de Porto-Boavista
La Estación de Porto-Boavista, más conocida por Estación de Boavista, fue una plataforma ferroviaria de las Líneas de Guimarães, Porto a Póvoa y Famalicão y Ramal de la Trindade, que servía la ciudad de Oporto, en Portugal.

## Historia

### Planificación, construcción y inauguración
La estación de Boavista fue inaugurada el 1 de octubre de 1875, para ser la terminal de Porto de la Línea de Porto a la Póvoa de Varzim; después de la llegada de la vía férrea hasta la localidad de Famalicão, en 1885, este tramo pasó a denominarse Línea de Porto a la Póvoa y Famalicão.
El 14 de febrero de 1932, fue inaugurada el tramo de la Línea de Guimarães entre las estaciones de Senhora da Hora y Trofa, pasando la conexión entre Senhora da Hora y Boavista en pertenecer tanto a la Línea de Póvoa como a la Línea de Guimarães.

### Declive y cierre
A pesar de ser una de las principales estaciones en Oporto, Boavista se encontraba demasiado lejos del centro de la ciudad en si; para resolver este problema, planteándose la construcción de una nueva plataforma en la zona de la Trindade, en el corazón de la ciudad.
Así, en enero de 1933, ya se encontraba en construcción el ramal de acceso a la futura estación de la Trindade, que se iniciaba en la bifurcación de Boavista, y la vía entre Boavista y Senhora da Hora ya había sido duplicada, de forma que contuviese el tráfico en este tramo. El 30 de octubre de 1938, fue inaugurada la Estación Ferroviaria de Porto-Trindade, transitando gran parte de los servicios a esta plataforma, reduciendo considerablemente el movimiento en Boavista.